# 映画情報 シネマガ
『映画情報 シネマガ』（えいがじょうほう-）は、2005年10月から2011年4月1日まで日本テレビで放送されていた映画紹介バラエティ番組である。

## 番組概要
話題の映画・邦画・日テレ映画の魅力をキャイ〜ンの2人が紹介・トークしていく番組である。
特に注目している映画や日本テレビが出資・製作している映画を紹介する場合は、「30分スペシャル」になることが多い。
2005年10月から2008年12月まで『いまあま』というタイトルだった。
『シネマガ』に改名以来、毎週金曜25:50 - 26:05→毎週金曜25:55 - 26:10→毎週金曜25:53 - 26:08と放送時間が遷移している。
女性がゲストに来た回は、天野ひろゆきとウド鈴木のどちらが好みのタイプかを聞くのが恒例となっている。
映画に詳しい天野と、ほとんど映画を見ないウドのギャップのあるトークが番組の見所。
ただ、たまにウドが適当に言ったことが映画の根幹に関わることだったりするため、試写会を見た天野が冷や冷やする場面もある。その場合、放送上ではピー音が入る。
2011年4月1日を以て終了したが、未放送回である映画『GANTZ PERFECT ANSWER』スペシャルを後番組の『情報満喫バラエティ 週末にしたい10のこと!』の1コーナーとして放送。さらに後日その回が再編集され、特別番組『『GANTZ PERFECT ANSWER』大ヒット御礼スペシャル!』（5月18日放送）として放送されたのが実質最終回と言える。

## ナビゲーター
- キャイ〜ン（ウド鈴木・天野ひろゆき）

## スタッフ
- ナレーション：安達忍
- 企画：奥田誠治
- 構成：志村和哉
- 撮影：小泉明浩、樫山剛
- 音声：椀台秀之
- 照明：上北直
- EED：中出祐樹、村上友佳子
- MA：渡部展貴
- 音効：金子寛史
- AP：高橋佳代子
- AD：林田唯
- 協力：浅井企画
- 制作協力：AXON
- 技術協力：NiTRO
- ディレクター：池本寛子、岡部友明
- プロデューサー：倉田貴也、飯沼伸之、飯島幸子
- チーフプロデューサー：大山昌作
- 製作著作：日本テレビ